# موسى باشا العظمة
موسى باشا العظمة (؟ - 1081 هـ / ؟ - 1670 م) كان أحد القادة العسكريين البارزين في جند الشام خلال العصر العثماني.

#### سيرته
- بدأ مسيرته بتولي زعامة الجند خلفًا لأبيه وجده، وشارك في العديد من الأحداث المهمة في زمنه.
- كان من أبرز مواقفه إنقاذ والده محمد من الأسر في بلاد العجم، حيث قتل من أسروه وحرره بشجاعة نادرة.
- شغل عدة مناصب عسكرية وإدارية عليا في جند الشام، مما عزز مكانته كأحد أعلام تلك الحقبة.
- شارك موسى باشا في حصار قلعة كريد سنة 1067 هـ / 1657 م، حيث أظهر شجاعة وبطولات لافتة. بعد انتهاء الحصار، عاد إلى دمشق ليشغل إمارة عجلون لفترة من الزمن. خلال إدارته لعجلون، ركز على تحسين أوضاع الإمارة، وقام بتأليف قلوب أهل البوادي من حولها وقمع السلب والنهب الذي كان منتشرًا في المنطقة، مما جعل له مكانة كبيرة بين الأهالي.
- تولى منصب "أمير الحاج"، وكان مسؤولًا عن تأمين قوافل الحج القادمة من الشام إلى مكة والمدينة.
- في دمشق، تولى مسؤولية تأمين قوافل الحج وحمايتها، وارتبط اسمه بـ شراء سوق القطن، التي تعرضت للحريق في إحدى نكبات دمشق، وتحديدًا في منطقة زقاق سيدي عمود (حاليًا حي الحريقة التجاري).
- أنهى موسى حياته في معركة مع حمد بن رشيد، أمير حوران، سنة 1081 هـ / 1670 م. قُتل خلال دفاعه عن قوافل الحجيج، مما يعكس إخلاصه لواجبه القيادي والعسكري، ودُفن في دمشق بمقبرة باب الصغير.